# Powerflo
Powerflo est un groupe américain de rap metal et nu metal, originaire de Los Angeles, en Californie. La formation du groupe est composée du chanteur principal Senen Reyes, du guitariste et choriste Rogelio « Roy » Lozano, du guitariste et chanteur Billy Graziadei, et du bassiste et choriste Christian Olde Wolbers.

## Histoire
L'histoire du groupe remonte aux années 1990, où les membres du groupe collaboraient souvent, comme Senen « Sen Dog » Reyes et Billy Biohazard sur l'album State of the World Address de Biohazard avec le single How it is, ou Wolbers et Lozano sur les albums Skull and Bones et Stoned Raiders de Cypress Hill. En 2015, Roy Lozano jouait quelques démos à Senen Reyes lors d'un trajet vers l'aéroport, jetant les bases de Powerflo.
Le nom du groupe vient d'un commentaire que Lozano fait à propos de la voix de Reyes pour l'album à venir. Décrivant leur son comme un « croisement entre Iron Maiden, Black Sabbath et Cypress Hill », ils dévoilent le groupe pour la première fois le 1er mars 2017 lors de l'enregistrement de leur premier album éponyme. Le 2 mai 2017, ils sortent le premier single Resistance via Metal Injection En lançant le premier single, Reyes indique qu'il s'agissait d'un projet à long terme et que les futurs albums de Powerflo seraient publiés après la sortie de leur album éponyme.
Le 2 juin 2017, Powerflo sort son prochain vidéoclip (réalisé par Graziadei) pour Victims of Circumstance, une chanson influencée par la série télévisée The First 48. En parallèle, ils annoncent leur premier concert au Viper Room à Los Angeles le 15 juin. Le 31 mai 2017, Resistance est choisie comme chanson thème officielle de la programmation de WWE NXT. En juillet 2017, Powerflo publie une autre vidéo pour le single Where I Stay (réalisée par Jeremy Danger et Travis Shinn) qui a rapidement atteint plus d'un million de vues dans les semaines qui suivent sa sortie. Powerflo sort la vidéo suivante pour Less than Human (réalisée par Graziadei) en décembre 2017 et part en tournée avec Prong au printemps 2018. 

## Discographie

### Albums studio
- 2017 : Powerflo
- 2024 : Gorilla Warfare

### EP
- 2018 : Bring that Shit Back!